# Municipio de LaGrange (Ohio)
El municipio de LaGrange (en inglés: LaGrange Township) es un municipio ubicado en el condado de Lorain en el estado estadounidense de Ohio. En el año 2010 tenía una población de 6164 habitantes y una densidad poblacional de 91,62 personas por km².

## Geografía
El municipio de LaGrange se encuentra ubicado en las coordenadas 41°14′14″N 82°7′11″O / 41.23722, -82.11972. Según la Oficina del Censo de los Estados Unidos, el municipio tiene una superficie total de 67.28 km², de la cual 66.77 km² corresponden a tierra firme y (0.75%) 0.51 km² es agua.

## Demografía
Según el censo de 2010, había 6164 personas residiendo en el municipio de LaGrange. La densidad de población era de 91,62 hab./km². De los 6164 habitantes, el municipio de LaGrange estaba compuesto por el 96.85% blancos, el 0.6% eran afroamericanos, el 0.34% eran amerindios, el 0.15% eran asiáticos, el 0.06% eran isleños del Pacífico, el 0.26% eran de otras razas y el 1.74% pertenecían a dos o más razas. Del total de la población el 1.78% eran hispanos o latinos de cualquier raza.